# Aleksandr Adelung
Aleksandr Adelung, Alexander Fedorovich von Adelung, ros. Аделунг Александр Федорович (ur. 1805, zm. 1868 w Gdańsku) – rosyjski urzędnik konsularny i dyplomata, radca stanu.
Syn Friedricha von Adelung, prawnika i filologa (1768-1843) i Friederike Wilhelmine Rall (1778–1848). W służbie państwowej od 1823. Pełnił funkcję III radcy poselstwa w Wiedniu (1834-1837), oraz konsula generalnego w Gdańsku (1849-1868).